# UEFA Women's Futsal Championship 2022
Il campionato europeo di calcio a 5 femminile 2022 (ufficialmente UEFA Women's Futsal Championship 2022) è stata la 2ª edizione del torneo. La competizione è iniziata il 4 maggio 2021 per finire il 27 marzo 2022. La fase finale è stata poi rinviata tra il 1º e il 3 luglio 2022 a causa del conflitto russo-ucraino. Lo svolgimento della manifestazione, originariamente previsto tra il 5 maggio 2020 e il 14 febbraio 2021, è stato rimandato di un anno esatto a causa della pandemia di COVID-19.

## Squadre partecipanti
Un totale di 24 nazionali femminili partecipano alla prima edizione del campionato europeo.

### Ranking nazioni
Il ranking viene calcolato in base a:
- Fase finale e qualificazioni del campionato europeo 2019

| Turno principale | Turno principale | Turno principale | Turno principale |
| Rank             | Federazione      | Coeff.           | Urna             |
| ---------------- | ---------------- | ---------------- | ---------------- |
| 1                | Spagna           | 10.000           | 1                |
| 2                | Portogallo       | 8.000            | 1                |
| 3                | Russia           | 5.667            | 1                |
| 4                | Ucraina (H)      | 5.667            | 1                |
| 5                | Ungheria         | 2.667            | 2                |
| 6                | Finlandia        | 2.333            | 2                |
| 7                | Italia           | 2.333            | 2                |
| 8                | Croazia (H)      | 2.333            | 2                |
| 9                | Svezia (H)       | 2.000            | 3                |
| 10               | Rep. Ceca        | 1.667            | 3                |
| 11               | Polonia          | 1.667            | 3                |
| 12               | Bielorussia (H)  | 1.417            | 3                |
| 13               | Slovenia         | 1.000            | 4                |

| Turno preliminare | Turno preliminare    | Turno preliminare | Turno preliminare |
| Rank              | Federazione          | Coeff.            | Urna              |
| ----------------- | -------------------- | ----------------- | ----------------- |
| 15                | Kazakistan           | 1.000             | 1                 |
| 16                | Serbia               | 1.000             | 1                 |
| 17                | Paesi Bassi          | 0.500             | 1                 |
| 18                | Armenia              | 0.500             | 2                 |
| 19                | Belgio               | 0.500             | 2                 |
| 20                | Lituania (H)         | 0.250             | 2                 |
| 21                | Slovacchia           | 0.250             | 3 o 4             |
| 22                | Moldavia (H)         | 0.250             | 3 o 4             |
| 23                | Irlanda del Nord     | 0.000             | 3 o 4             |
| —                 | Bosnia ed Erzegovina | —                 | 3 o 4             |
| —                 | Gibilterra (H)       | —                 | 3 o 4             |

Note
- (H) – Nazione ospitante

### Formula
- Turno preliminare (5 maggio - 19 agosto 2021)

Tre gironi da tre o quattro squadre.

Ogni girone conterrà una squadra da ognuna delle quattro fasce, classificate in base al ranking per coefficienti.

Le tre vincitrici dei gironi passano il turno.
- Turno principale (19 - 23 ottobre 2021)

Le 16 squadre si affronteranno in quattro gironi da quattro, già sorteggiati.

Le quattro vincitrici dei gironi si qualificano per la fase finale a febbraio.
- Final four (24 - 27 marzo 2022)

Le 4 squadre si affronteranno in un torneo ad eliminazione diretta. Una di queste squadre ospiterà il torneo.

## Turno preliminare
Tutti gli orari sono CEST (UTC+2), come indicato dall'UEFA. Gli orari locali, se differenti, sono indicati tra parentesi.
(H) indica la nazione ospitante.

### Gruppo A
| Squadra          | P.ti | G | V | N | P | GF | GS | DR  |
| ---------------- | ---- | - | - | - | - | -- | -- | --- |
| Slovacchia       | 9    | 3 | 3 | 0 | 0 | 18 | 2  | +16 |
| Serbia           | 6    | 3 | 2 | 0 | 1 | 16 | 5  | +11 |
| Irlanda del Nord | 3    | 3 | 1 | 0 | 2 | 2  | 12 | -10 |
| Lituania (H)     | 0    | 3 | 0 | 0 | 3 | 1  | 18 | -17 |

| Arbitri: | Volha Pauliuts Raquel Gonzalez Ruano Tatiana Boltneva |
| Crono:   | Žilvinas Galimovas                                    |

|                                                                             |           |                 |
| Brown 23'55'’ (aut.) Knežević 27'53'’ Vukovic 35'51'’ Mearns 39'55'’ (aut.) | Marcatori | 8'14'’ Dempster |

| Arbitri: | Irina Velikanova Tatiana Boltneva Raquel Gonzalez Ruano |
| Crono:   | Žilvinas Galimovas                                      |

|                                                                                            |           |  |
| Rybanská 1'49'’, 17'07'’ Valová 9'40'’ Macková 25'16'’, 26'09'’ Tyčiaková 28'45'’, 36'07'’ | Marcatori |  |

| Arbitri: | Raquel Gonzalez Ruano Irina Velikanova Volha Pauliuts |
| Crono:   | Žilvinas Galimovas                                    |

|                                              |           |                           |
| Tyčiaková 14'14'’, 26'05'’ Sedláková 18'44'’ | Marcatori | 12'33'’, 15'36'’ Knežević |

| Arbitri: | Tatiana Boltneva Volha Pauliuts Irina Velikanova |
| Crono:   | Žilvinas Galimovas                               |

|  |           |               |
|  | Marcatori | 22'57'’ Brown |

| Arbitri: | Irina Velikanova Tatiana Boltneva Raquel Gonzalez Ruano |
| Crono:   | Žilvinas Galimovas                                      |

|  |           | |
|  | Marcatori | 1'25'’ Tyčiaková 4'27'’ Baniková 18'50'’ Kucharčíková 20'18'’ Macková 21'39'’, 21'57'’, 32'49'’ Rybanská 29'39'’ Valová |

| Arbitri: | Raquel Gonzalez Ruano Tatiana Boltneva Irina Velikanova |
| Crono:   | Žilvinas Galimovas                                      |

|                    |           | |
| Liužinaitė 15'59'’ | Marcatori | 7'10'’ Malijar 13'25'’, 14'30'’, 26'01'’, 28'38'’, 28'58'’ Batinić 19'40'’ Čolić 24'07'’, 34'09'’, 39'55'’ Trišić |

### Gruppo B
| Squadra              | P.ti | G | V | N | P | GF | GS | DR  |
| -------------------- | ---- | - | - | - | - | -- | -- | --- |
| Paesi Bassi          | 9    | 3 | 3 | 0 | 0 | 21 | 3  | +18 |
| Armenia              | 6    | 3 | 2 | 0 | 1 | 12 | 8  | +4  |
| Bosnia ed Erzegovina | 3    | 3 | 1 | 0 | 2 | 8  | 11 | -3  |
| Moldavia (H)         | 0    | 3 | 0 | 0 | 3 | 0  | 19 | -19 |

| Arbitri: | Talgat Kosmukhambetov Fatma Özlem Tursun Volha Pauliuts |
| Crono:   | Igor Soltanici                                          |

| |           |                                                         |
| van Toledo 5'06'’, 14'19'’, 19'56'’ Prijs 5'35'’ de Groen 17'20'’ Alibašić 26'54'’ (aut.) Veltrop 29'43'’ | Marcatori | 8'42'’ Spasojević 34'11'’ Trumić 37'54'’ (rig.) Milović |

| Arbitri: | Šarūnas Tamulynas Volha Pauliuts Fatma Özlem Tursun |
| Crono:   | Igor Soltanici                                      |

| |           |  |
| Osipyan 12'06'’, 17'56'’ Mangasaryan 14'03'’ Costico 16'21'’ (aut.) Ghukasyan 26'06'’, 32'54'’ Osadcii 27'53'’ (aut.) Chopikyan 36'24'’ | Marcatori |  |

| Arbitri: | Fatma Özlem Tursun Šarūnas Tamulynas Talgat Kosmukhambetov |
| Crono:   | Igor Soltanici                                             |

|  |           |                                                                                                 |
|  | Marcatori | 9'07'’ Brueren 9'57'’ Oliveira 27'00'’ Verschoor 30'29'’ Prijs 32'13'’ Veltrop 38'26'’ de Groen |

| Arbitri: | Volha Pauliuts Talgat Kosmukhambetov Šarūnas Tamulynas |
| Crono:   | Igor Soltanici                                         |

|  |           |                                                 |
|  | Marcatori | 0'28'’ Spasojević 4'10'’ Trumić 38'11'’ Milović |

| Arbitri: | Volha Pauliuts Šarūnas Tamulynas Talgat Kosmukhambetov |
| Crono:   | Igor Soltanici                                         |

|                                               |           |                                                         |
| Milović 1'12'’ Anna Karapetyan 39'27'’ (aut.) | Marcatori | 5'33'’, 18'58'’, 26'25'’ Yeghyan 14'20'’ (rig.) Osipyan |

| Arbitri: | Fatma Özlem Tursun Talgat Kosmukhambetov Šarūnas Tamulynas |
| Crono:   | Igor Soltanici                                             |

|  |           | |
|  | Marcatori | 7'44'’ Verschoor 15'46'’ Loth 17'06'’, 36'10'’ van Toledo 18'54'’, 33'35'’ Oliveira 28'50'’, 29'50'’ Hopman |

### Gruppo C
| Squadra        | P.ti | G | V | N | P | GF | GS | DR |
| -------------- | ---- | - | - | - | - | -- | -- | -- |
| Belgio         | 1    | 1 | 0 | 1 | 0 | 3  | 3  | 0  |
| Gibilterra (H) | 1    | 1 | 0 | 1 | 0 | 3  | 3  | 0  |
| Kazakistan     | 0    | 0 | 0 | 0 | 0 | 0  | 0  | 0  |

| Arbitri: | Chiara Perona Annamaria Tolnay Filipe Gonçalo Santos Duarte |
| Crono:   | Zyl Robert Fred Sheriff                                     |

|                                                      |                      |                                               |
| Van Roie 2'11'’, 43'24'’ Taquet 4'29'’               | Marcatori            | 9'52'’ Viagas 24'08'’, 42'33'’ Robba          |
| Courtois Wijns Van Roie Meeuwis Meyers Rosala Taquet | Tiri di rigore 5 – 4 | Borrell Ferro Garcia Holt Robba Viagas Victor |

| Gibilterra 6 maggio 2021, ore 18:00 | Kazakistan | – (Cancellato) referto | Belgio | Tercentenary Sports Hall |

| Gibilterra 7 maggio 2021, ore 18:00 | Gibilterra | – (Cancellato) referto | Kazakistan | Tercentenary Sports Hall |

## Turno principale
Tutti gli orari sono CEST (UTC+2), come indicato dall'UEFA. Gli orari locali, se differenti, sono indicati tra parentesi.
(H) indica la nazione ospitante.

### Gruppo 1
| Squadra         | P.ti | G | V | N | P | GF | GS | DR  |
| --------------- | ---- | - | - | - | - | -- | -- | --- |
| Russia          | 9    | 3 | 3 | 0 | 0 | 14 | 1  | +13 |
| Ungheria        | 6    | 3 | 2 | 0 | 1 | 8  | 8  | 0   |
| Paesi Bassi     | 3    | 3 | 1 | 0 | 2 | 8  | 6  | +2  |
| Bielorussia (H) | 0    | 3 | 0 | 0 | 3 | 5  | 20 | -15 |

| Arbitri: | Aslan Galayev Mislav Džeko Jiri Bergs |
| Crono:   | Mikhail Prokhorov                     |

|                                        |           |                 |
| M. Samoilova 0'50'’ Samorodova 17'06'’ | Marcatori | 6'34'’ Barendse |

| Arbitri: | Arttu Kyynaeraeinen Jiri Bergs Mislav Džeko |
| Crono:   | Mikhail Prokhorov                           |

|                                                                  |           |                                                                        |
| Megyeri 0'28'’, 3'04'’ V. Horváth 11'29'’, 38'23'’ Fülöp 36'40'’ | Marcatori | 5'36'’, 26'54'’ Aniskovtseva 29'40'’ Miroshnichenko 39'11'’ Kharlanova |

| Arbitri: | Jiri Bergs Aslan Galayev Arttu Kyynaeraeinen |
| Crono:   | Mikhail Prokhorov                            |

|  |           |                                              |
|  | Marcatori | 3'13'’, 22'31'’ Lebedeva 9'01'’ M. Samoilova |

| Arbitri: | Mislav Džeko Arttu Kyynaeraeinen Aslan Galayev |
| Crono:   | Mikhail Prokhorov                              |

|                         |           |                                                                                        |
| Verschoor 4'14'’ (aut.) | Marcatori | 1'00'’, 37'07'’ Loth 2'29'’ de Groen 3'08'’ Barendse 15'01'’ Brueren 39'02'’ Verschoor |

| Arbitri: | Jiri Bergs Arttu Kyynaeraeinen Aslan Galayev |
| Crono:   | Mikhail Prokhorov                            |

|                 |           |                                                   |
| Veltrop 20'38'’ | Marcatori | 25'58'’ Csepregi 32'56'’ V. Horváth 39'29'’ Varga |

| Arbitri: | Mislav Džeko Aslan Galayev Arttu Kyynaeraeinen |
| Crono:   | Mikhail Prokhorov                              |

|  |           | |
|  | Marcatori | 3'51'’ Rodkina 6'28'’ M. Samoilova 9'39'’, 14'09'’ Gazimova 11'30'’ Samorodova 33'10'’ Pravdina 36'17'’, 39'09'’ Lebedeva 38'10'’ Nikitina |

### Gruppo 2
| Squadra     | P.ti | G | V | N | P | GF | GS | DR  |
| ----------- | ---- | - | - | - | - | -- | -- | --- |
| Portogallo  | 9    | 3 | 3 | 0 | 0 | 29 | 3  | +26 |
| Polonia     | 6    | 3 | 2 | 0 | 1 | 14 | 10 | +4  |
| Croazia (H) | 3    | 3 | 1 | 0 | 2 | 4  | 22 | -18 |
| Slovenia    | 0    | 3 | 0 | 0 | 3 | 3  | 15 | -12 |

| Arbitri: | Ivo Tsenov Péter Zimonyi Florentina Kallaba |
| Crono:   | Dino Kramar                                 |

|                                                                                                 |           |  |
| Moreira 5'16'’ I. Fernandes 6'16'’ Pires 28'48'’ Pisko 30'42'’ Ferreira 35'52'’ Morgado 38'54'’ | Marcatori |  |

| Arbitri: | Yevhen Hordiienko Florentina Kallaba Péter Zimonyi |
| Crono:   | Dino Kramar                                        |

|                                                                                    |           |                |
| Włodarczyk 11'21'’ Maziarz 12'51'’ Knysak 27'41'’, 33'29'’ (rig.) Bukowska 28'23'’ | Marcatori | 18'37'’ Barbir |

| Arbitri: | Florentina Kallaba Ivo Tsenov Yevhen Hordiienko |
| Crono:   | Dino Kramar                                     |

|                              |           | |
| Nowak 11'49'’ Knysak 34'06'’ | Marcatori | 5'33'’ Morgado 11'03'’, 16'54'’ Pires 11'36'’, 26'30'’ Vanessa 22'13'’ I. Fernandes 31'52'’ Ferreira |

| Arbitri: | Péter Zimonyi Yevhen Hordiienko Ivo Tsenov |
| Crono:   | Dino Kramar                                |

|                                  |           |                |
| Matijevic 24'06'’ Orešić 25'24'’ | Marcatori | 24'33'’ Kranjc |

| Arbitri: | Péter Zimonyi Florentina Kallaba Yevhen Hordiienko |
| Crono:   | Dino Kramar                                        |

|                                                  |           | |
| Moskała 17'10'’ (aut.) Włodarczyk 30'11'’ (aut.) | Marcatori | 1'57'’ Szostak 7'00'’ Sutkowska 8'56'’, 11'35'’ Nowak 9'55'’ Bukowska 11'44'’ Moskała 38'40'’ Knysak |

| Arbitri: | Ivo Tsenov Yevhen Hordiienko Florentina Kallaba |
| Crono:   | Dino Kramar                                     |

|                          |           | |
| Matijevic 16'14'’ (rig.) | Marcatori | 3'36'’, 32'39'’, 34'10'’ Pisko 15'27'’ (aut.) Matijevic 16'35'’, 31'34'’ Fifó 16'50'’ J. Silva 21'51'’, 24'21'’, 39'47'’ Vanessa 24'59'’, 26'57'’, 29'33'’, 38'24'’ Ferreira 32'57'’ Moreira 39'11'’ Azevedo |

### Gruppo 3
| Squadra     | P.ti | G | V | N | P | GF | GS | DR  |
| ----------- | ---- | - | - | - | - | -- | -- | --- |
| Ucraina (H) | 9    | 3 | 3 | 0 | 0 | 16 | 5  | +11 |
| Finlandia   | 6    | 3 | 2 | 0 | 1 | 7  | 5  | +2  |
| Belgio      | 3    | 3 | 1 | 0 | 2 | 3  | 10 | -7  |
| Rep. Ceca   | 0    | 3 | 0 | 0 | 3 | 5  | 11 | -6  |

| Arbitri: | Knyaz Amiraslanov Aurélien Uzan Rastislav Behancin |
| Crono:   | Andrii Kuzmin                                      |

|                                            |           |  |
| Jokisalo 11'54'’ Ylikraka 17'01'’, 32'27'’ | Marcatori |  |

| Arbitri: | Farik Keco Rastislav Behancin Aurélien Uzan |
| Crono:   | Andrii Kuzmin                               |

|                                                               |           |                                                                     |
| Skálová 24'01'’, 24'33'’ A. Šturmová 29'02'’ Soquessa 39'24'’ | Marcatori | 8'05'’, 17'43'’ Shulha 23'38'’ Hrytsenko 27'01'’, 36'30'’ Sydorenko |

| Arbitri: | Rastislav Behancin Knyaz Amiraslanov Farik Keco |
| Crono:   | Andrii Kuzmin                                   |

|                  |           |                                                    |
| Plháková 16'46'’ | Marcatori | 15'44'’ Herranen 23'24'’ Jokisalo 39'24'’ Lauermaa |

| Arbitri: | Aurélien Uzan Farik Keco Knyaz Amiraslanov |
| Crono:   | Andrii Kuzmin                              |

| |           |  |
| Forsiuk 6'09'’, 15'54'’ Sydorenko 17'46'’ Shulha 25'44'’ Klipachenko 33'32'’ Dubytska 33'51'’, 35'37'’ | Marcatori |  |

| Arbitri: | Knyaz Amiraslanov Rastislav Behancin Farik Keco |
| Crono:   | Andrii Kuzmin                                   |

|                                                         |           |  |
| Courtois 15'49'’ Wielockx 31'28'’ Van Den Bergh 39'14'’ | Marcatori |  |

| Arbitri: | Aurélien Uzan Farik Keco Rastislav Behancin |
| Crono:   | Andrii Kuzmin                               |

|                                                                      |           |                  |
| Shulha 18'35'’, 25'51'’ Sydorenko 30'08'’ (rig.) Sagaidachna 38'25'’ | Marcatori | 38'51'’ Juntikka |

### Gruppo 4
| Squadra    | P.ti | G | V | N | P | GF | GS | DR  |
| ---------- | ---- | - | - | - | - | -- | -- | --- |
| Spagna     | 9    | 3 | 3 | 0 | 0 | 21 | 2  | +19 |
| Italia     | 6    | 3 | 2 | 0 | 1 | 15 | 5  | +10 |
| Svezia (H) | 3    | 3 | 1 | 0 | 2 | 7  | 13 | -6  |
| Slovacchia | 0    | 3 | 0 | 0 | 3 | 6  | 29 | -23 |

| Arbitri: | Nikola Rabrenović Mantas Pomeckis Arman Alaberkyan |
| Crono:   | Abdelmasih Gergess                                 |

| |           |                                       |
| Ana Luján 4'36'’ L. Córdoba 7'46'’ I. García 11'28'’, 28'37'’ de Paz 12'58'’, 31'54'’ Dany 13'07'’ I. Córdoba 16'45'’, 25'44'’, 33'46'’, 39'56'’ Peque 25'06'’ | Marcatori | 34'56'’ Rybanská 35'31'’ Kucharčiková |

| Arbitri: | Valentin Ciuplea Arman Alaberkyan Mantas Pomeckis |
| Crono:   | Abdelmasih Gergess                                |

|                                           |           |                          |
| Renatinha 3'22'’, 19'21'’ Coppari 17'44'’ | Marcatori | 21'04'’, 25'20'’ Stegius |

| Arbitri: | Arman Alaberkyan Nikola Rabrenović Valentin Ciuplea |
| Crono:   | Abdelmasih Gergess                                  |

|  |           |                            |
|  | Marcatori | 9'00'’ Dany 36'42'’ Amelia |

| Arbitri: | Mantas Pomeckis Valentin Ciuplea Nikola Rabrenović |
| Crono:   | Abdelmasih Gergess                                 |

|                                                                       |           |                                                         |
| Kiryo 4'26'’ Lundström 9'17'’ Stegius 17'32'’, 18'02'’ Jensen 39'29'’ | Marcatori | 10'40'’ Tyčiaková 23'24'’ Rybanská 37'21'’ Kucharčiková |

| Arbitri: | Valentin Ciuplea Arman Alaberkyan Mantas Pomeckis |
| Crono:   | Abdelmasih Gergess                                |

|                 |           | |
| Lišková 21'24'’ | Marcatori | 1'12'’ Coppari 1'26'’, 32'33'’, 39'49'’ Renatinha 1'41'’ Barca 2'30'’, 25'03'’ Dal'maz 4'12'’, 4'59'’, 34'44'’ Grieco 9'10'’, 30'00'’ Boutimah |

| Arbitri: | Nikola Rabrenović Mantas Pomeckis Arman Alaberkyan |
| Crono:   | Abdelmasih Gergess                                 |

|  |           | |
|  | Marcatori | 0'48'’, 20'38'’ I. Córdoba 5'21'’ de Paz 15'40'’ Peque 16'50'’ I. García 22'32'’ Amelia 33'41'’ Dany |

## Final four
La Final Four sarebbe dovuta svolgere presso il Pavilhão Multiusos de Gondomar, in Portogallo, come nell'edizione precedente, tra il 25 e il 27 marzo 2022, ma è stata poi rimandata a causa della crisi russo-ucraina. Il sorteggio della fase finale si è svolto il 28 gennaio 2022 a Groninga, durante l'intervallo della partita dell'UEFA Futsal Championship 2022 tra Ucraina e Portogallo.

### Squadre qualificate
Campione e federazione ospitante per l'anno in questione.
| Gruppo | Squadra    | Partecipazioni precedenti |
| ------ | ---------- | ------------------------- |
| 1      | Ungheria   | Esordiente                |
| 2      | Portogallo | 1 (2019)                  |
| 3      | Ucraina    | 1 (2019)                  |
| 4      | Spagna     | 1 (2019)                  |

### Tabellone
|  | Semifinali | Semifinali | Semifinali   |              |            | Finale          | Finale          | Finale          |  |
|  |            |            |              |              |            |                 |                 |                 |  |
|  | Portogallo | Portogallo | 6            |              |            |                 |                 |                 |  |
|  | Portogallo | Portogallo | 6            |              |            |                 |                 |                 |  |
|  | Ungheria   | Ungheria   | 0            |              |            |                 |                 |                 |  |
|  | Ungheria   | Ungheria   | 0            |              | Portogallo | Portogallo      | 3 (1)           |                 |  |
|  |            |            |              |              | Portogallo | Portogallo      | 3 (1)           |                 |  |
|  |            |            | Spagna (dtr) | Spagna (dtr) | 3 (4)      |                 |                 |                 |  |
|  | Ucraina    | Ucraina    | Spagna (dtr) | Spagna (dtr) | 3 (4)      | 0               |                 |                 |  |
|  | Ucraina    | Ucraina    |              |              |            | 0               |                 |                 |  |
|  | Spagna     | Spagna     | 9            |              |            | Finale 3º posto | Finale 3º posto | Finale 3º posto |  |
|  | Spagna     | Spagna     | 9            |              |            |                 |                 |                 |  |
|  |            |            |              |              |            |                 |                 |                 |  |
|  |            |            |              |              |            | Ungheria        | Ungheria        | 1               |  |
|  |            |            |              |              |            | Ungheria        | Ungheria        | 1               |  |
|  |            |            |              |              |            | Ucraina         | Ucraina         | 2               |  |

Gli orari indicati sono locali (WEST, UTC+1).

### Semifinali
| Arbitri: | Daniele D'Adamo Fatma Özlem Tursun Chiara Perona |

|  |           | |
|  | Marcatori | 0'26'’ Mayte 7'32'’, 27'35'’ Luci 17'26'’ I. Córdoba 18'42'’ Peque 27'22'’ de Paz 30'41'’ Sanz 31'44'’ Amelia 37'05'’ Samper |

| Arbitri: | Damian Grabowski Florentina Kallaba Marjan Mladenovski |

|                                                                                               |           |  |
| Pisko 12'02'’ Pedreira 16'35'’ Fifó 17'03'’ Folk 22'30'’ (aut.) Morgado 34'41'’ Maria 36'35'’ | Marcatori |  |

### Finale 3º posto
| Arbitri: | Marjan Mladenovski Fatma Özlem Tursun Florentina Kallaba |

|                    |           |                                 |
| V. Horváth 38'32'’ | Marcatori | 8'27'’ Tytova 22'53'’ Volovenko |

### Finale
| Arbitri: | Chiara Perona Damian Grabowski Daniele D'Adamo |
| Crono:   | Fatma Özlem Tursun                             |

| |                      | |
| Azevedo 11'08'’ Pisko 18'22'’, 48'44'’ | Marcatori            | 19'34'’, 34'02'’ de Paz 43'32'’ Sanz |
| Azevedo Vanessa Pires | Tiri di rigore 1 – 4 | Peque Amelia Mayte I. Córdoba |
| Ana Catarina Silva Pereira 1 Carla Vanessa 4 Catia Morgado 5 Ana Azevedo 7 Pisko 9 Ana Maria Lopes Pereira 2 Inês Fernandes 3 Fifó 5 Janice Silva 8 Sara Ferreira 10 Carolina Rocha 11 Odete Rocha 12 Carolina Pedreira 13 Ana Pires 14 | Formazioni           | 1 Silvia Aguete 3 Daniela Domingos 5 Mayte Mateo 8 Peque 14 Ana Luján 2 Noelia Montoro 4 Laura Córdoba 7 Ale de Paz 9 Luci 10 Amelia 11 Irene Samper 12 Marta Balbuena 15 María Sanz 16 Irene Córdoba |
| Luis Conceição | Allenatori           | Clàudia Pons i Xandri |

## Classifica marcatrici
Legenda:
- — squadra inattiva/eliminata in questo turno

| Posizione | Giocatrice        | PR | MR | FT | Totale |
| --------- | ----------------- | -- | -- | -- | ------ |
| 1         | Pisko             | —  | 4  | 3  | 7      |
| 1         | Irene Córdoba     | —  | 6  | 1  | 7      |
| 1         | Nikola Rybanská   | 5  | 2  | —  | 7      |
| 4         | Ale de Paz        | —  | 3  | 3  | 6      |
| 4         | Sara Ferreira     | —  | 6  | 0  | 6      |
| 4         | Klaudia Tyčiaková | 5  | 1  | —  | 6      |
| 7         | Renatinha         | —  | 5  | —  | 5      |
| 7         | Anna Shulha       | —  | 5  | 0  | 5      |
| 7         | Carla Vanessa     | —  | 5  | 0  | 5      |
| 7         | Nikolina Batinić  | 5  | —  | —  | 5      |
| 7         | Esther van Toledo | 5  | 0  | —  | 5      |